# 日本海新聞
日本海新聞（にほんかいしんぶん）は、鳥取県鳥取市に本社を置く新日本海新聞社が発行する地方紙である。鳥取県を中心として、島根県東部や兵庫県但馬北西部（美方郡）も主要な配布地域としている。
題字には、横棒が一本多い「新」の本字（ / 𣂺）を使用している。なお、新聞の名称は『日本海新聞』であるが、発行元である会社名は新日本海新聞社である。

## 概要

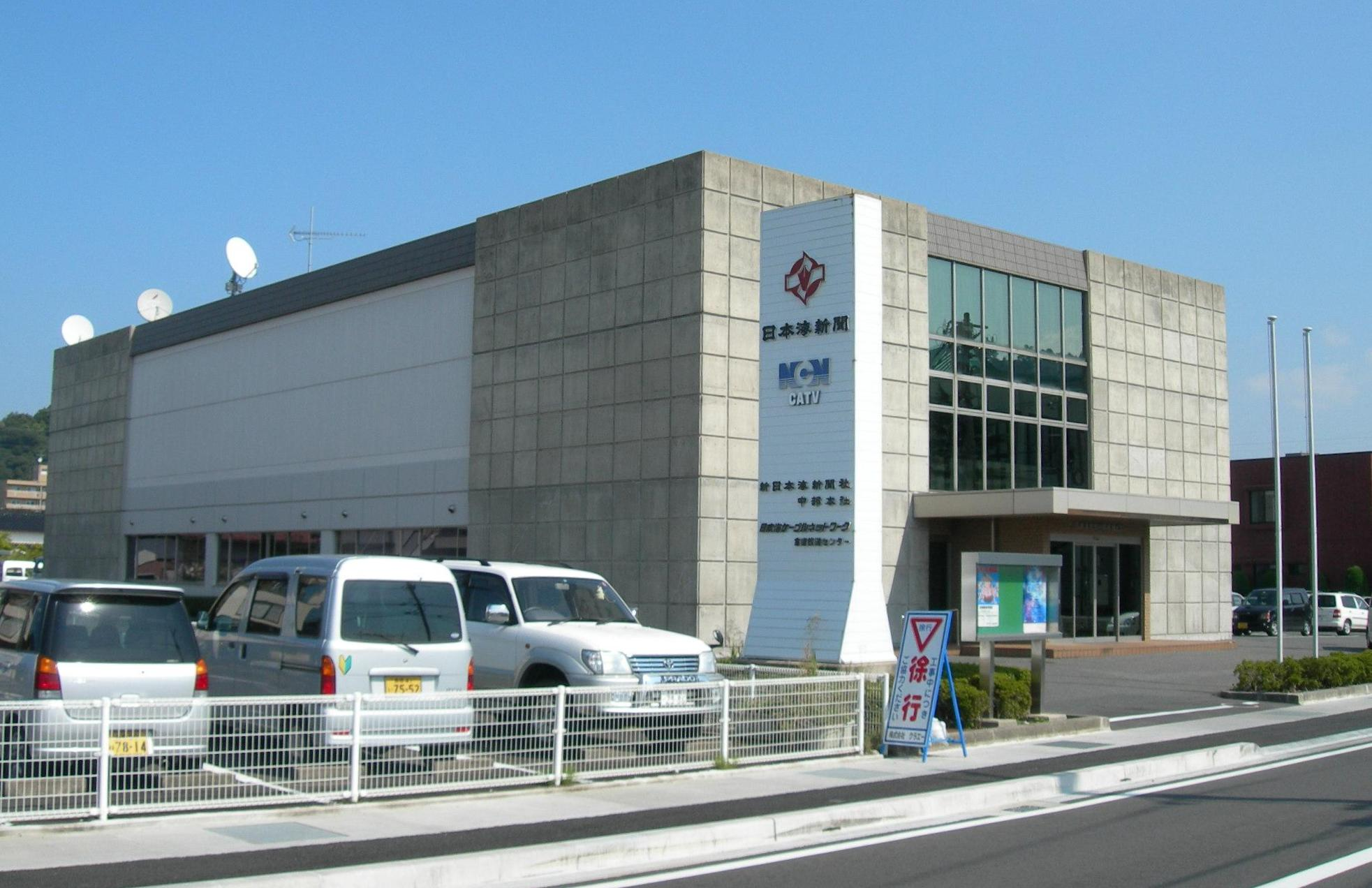
中部本社（倉吉市）

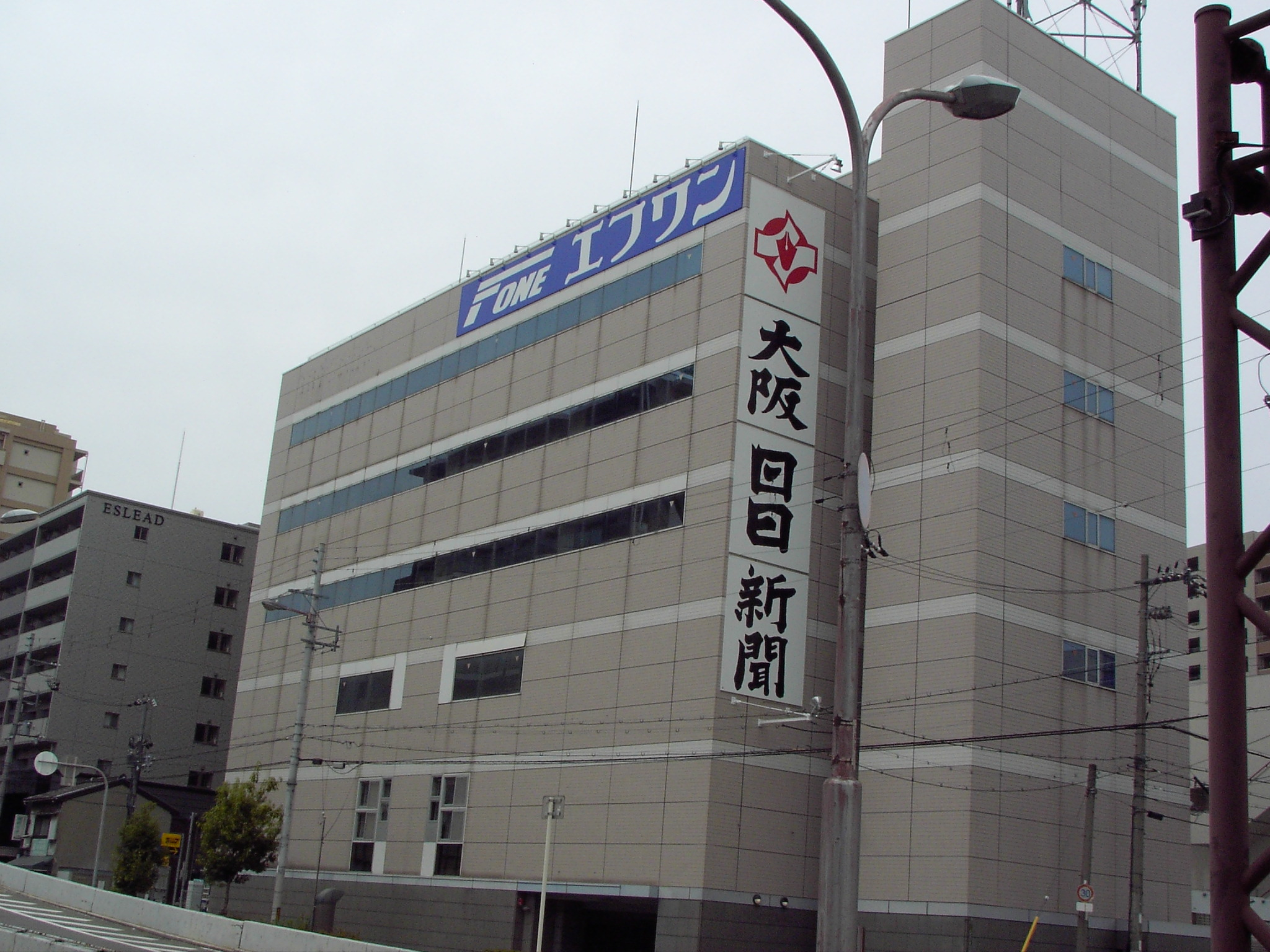
大阪本社（大阪市北区）

朝刊のみの発行である。2021年（令和3年）の発行部数は約14万部。鳥取県内におけるシェア（世帯普及率）は約66%で、日本の地方紙において都道府県単位では最も高いシェアとなっている（2019年1月から6月の平均）。購読料は月極め3,300円、1部売り価格は140円である。
コスト削減を目指して、各地の販売店の店主が通信員（記者）を兼ねて地域ニュースを発信するという独特の方式を実施している。また、「社員全員が拡張員である」との信念の下、記者にも新聞拡張ノルマが課せられている。
印刷所は、鳥取市の本社と米子市の西部本社の2か所。また、（結果として頓挫に終わったものの）倉吉市の中部本社でも印刷を実施する試みがなされたことがある。
大阪日日新聞との経営統合後は、両紙で一部紙面を共有するほか、日本海新聞主催イベントの記事や鳥取県関連の記事・特集などが大阪日日に掲載されるケースも増えつつある。また、大阪日日の企画による「一日一笑 にちにち川柳」（読者投稿による川柳）は日本海新聞にも大阪日日と同様1面に掲載されているほか、大阪日日が企画し、地方版のページに不定期連載している「関西NOW」も同内容を掲載している。
オーナーである吉岡利固の娘婿の田村耕太郎は2002年に政界入りをする前に、編集局長として記者職在職のまま選挙予定候補として署名記事を書き続けたため、公職選挙法で禁止されている事前活動の疑いがあるとして問題となった。

## 歴史
日本海新聞の源流は、1883年（明治16年）6月28日に鳥取市川端で発行された『山陰隔日新報』である。その創刊号から歴史を数えており1983年（昭和58年）6月、全国でも有数の創刊100周年を迎え、記念特集号の発行や記念事業を行った。『山陰隔日新報』は1885年（明治18年）11月『鳥取新報』と改題。1892年（明治25年）2月『因伯時報』が創刊。米子市にも1907年（明治40年）11月『米城新報』が誕生、1908年（明治41年）4月『山陰日日新聞』と改題。1939年（昭和14年）10月『新報』『時報』『山日』の3紙が合同して『日本海新聞』となった。
1943年（昭和18年）の鳥取地震、ならびに1952年（昭和27年）の鳥取大火による本社消失中の間も休刊せずに新聞を発行した。1958年（昭和33年）には産業経済新聞社・日ノ丸自動車などとともに日本海テレビジョン放送を設立した。しかし慢性的な赤字経営が続き、さらに隣県の『島根新聞』が『山陰中央新報』に改題して鳥取県に進出した影響も加わり、1975年（昭和50年）に会社更生法の適用を申請し倒産。一時休刊するも、鳥取県で紳士服や不動産の会社を運営する実業家・吉岡利固のグループが再建スポンサーとなり、受け皿として設立された新日本海新聞社から翌1976年（昭和51年）5月1日に復刊（号数を旧日本海新聞から継承）した。
なお、新日本海新聞社は旧社が関係していた日本海テレビとの資本関係は結ばなかったが、新社設立10年後の1986年（昭和61年）10月1日に日本海テレビ・山陰中央テレビの2社の共同筆頭株主として開局したエフエム山陰には山陰中央新報とともに資本参加している。また放送局のつながりとしては、鳥取県の鳥取市・倉吉市などの県東・中部をカバーする日本海ケーブルネットワークの筆頭株主であり、同ケーブルテレビにおける、コミュニティーチャンネル向けのニュース番組の制作にも携わっている。
2000年（平成12年）4月、兵庫県内の取材体制を強化する目的で従前の但馬版（浜坂支社より発行）に加えて姫路支社を開設し「播磨版」を創刊。しかし、わずか半年後に閉鎖・廃刊している。2000年（平成12年）10月、大阪府で夕刊紙「大阪日日新聞」を発行していた大阪日日新聞社（買収後の2002年（平成14年）10月に社名を「ザ・プレス大阪」に変更）を買収し、傘下に収める。閉鎖した姫路支社のスタッフを移行させ、同紙を大阪府下の地方新聞で戦後初めての朝刊（専売）紙にリニューアルした。
2008年（平成20年）2月1日、新日本海新聞社を存続会社として大阪日日新聞の発行会社「ザ・プレス大阪」を吸収合併、新日本海新聞社大阪本社とする。しかし2023年6月13日付け朝刊1面社告にて、「社会情勢の変化からかつてない厳しい経営環境に直面した」として同7月31日付け朝刊をもって休刊することを発表した。日本海新聞は引き続き新聞発行を継続する。

## 発行所
- 鳥取、倉吉、米子、但馬
  - 地方版は4ページ建てとなっており、「地域総合」と、「ワイド鳥取」（鳥取県向け）、または「但馬広域版」（但馬向け）が見開き2ページづつ掲載されている。大阪本社発行の「大阪日日新聞」は「にちにちアラカルト」と「大阪・関西ワイド」（2021年10月12日付に、それまでの「第3社会面」と「地域総合面」を統合）の日により2 - 3ページで構成されている。

## 販売価格
2008年（平成20年）4月までの購読料金（1部80円、月極1,995円）は、朝刊を発行する全国の主要紙の中で最も安く、そのことは日本一安い新聞として販促活動を始め様々な場面でアピールの材料に使われていた。しかし、産業経済新聞社（産経新聞社）が2006年（平成18年）11月1日にSANKEI EXPRESS（サンケイ エクスプレス）を首都圏や関西地区で発売（1部70円、月極1,680円）。これにより一時「日本一安い新聞」の座を明け渡したが、同紙は2007年（平成19年）11月1日より1部100円に値上げ。2008年（平成20年）4月には宅配も月極2,100円に値上げしたため、日本海新聞が再び「日本一安い新聞」となった。
もっとも、そのわずか1か月後の2008年（平成20年）5月1日には当紙も1部100円、月極2,200円に値上げしたことから「日本一安い新聞」ではなくなったが、大阪本社で発行している僚紙の大阪日日新聞のみ従来通り1部80円、月極1,995円のまま価格を据え置くことで「日本一安い新聞」の座を堅持した。
2014年4月1日には、消費税率改定に伴い1部110円、月極2,260円に値上げした。なお大阪日日新聞についても1部100円、月極2,050円に値上げしている。2019年10月1日には、消費税率の再引き上げに伴い、宅配に変更ないが、駅・コンビニ・販売店即売は1部120円に値上げした。2022年10月1日には、駅・コンビニ・販売店即売に変更ないが、宅配は月極2,600円に値上げした。2024年8月1日より、月極め購読料を2,600円から3,300円に、1部売り価格を120円から140円に改定した。

## 番組表

### 鳥取県版
- 最終面のメインテレビ面は、NHK（鳥取）Eテレ・総合、日本海テレビ、BSSテレビ、さんいん中央テレビをフルサイズで掲載。またTSC、ABCテレビ、サン、瀬戸内海、NHK BS・BSP4Kをハーフサイズ、WOWOWプライムを小サイズでそれぞれ掲載している。
  - なお、山陰地区のテレビ放送局電話番号については、以前はNHK衛星の下に一覧で掲載していたが、放送局名カットの変更に伴い現在は各放送局単位（NHK、山陰民放、BSのみ）で掲載している。
- 中面の第2テレビ・ラジオ面では、日本海ケーブルネットワークで配信されるCS放送と、民放系BS衛星放送（BS日テレ・BS朝日・BS-TBS・BSテレ東・BSフジ・スターチャンネル1・2・3・BS11 イレブン・BS12）[注 3]を小サイズ。またラジオ番組はNHK第1・第2・FM、BSSラジオ、FM山陰とLF[注 4]、ラジオNIKKEI（東京都）を収録している。
- 2011年10月1日のWOWOW再編に伴い、最終面でWOWOWプライム（旧WOWOWデジタル）、中面でWOWOWライブ (S2) とWOWOWシネマ (S3) の番組欄を掲載するのに伴い、中面で掲載されていた山陽テレビとOHKテレビ、関西テレビ[注 3]の3局の掲載を9月30日付で打ち切った。また最終面にフルサイズで掲載されていたABCテレビとサンは10月1日からそれぞれハーフサイズでの掲載に格下げとなり、中面に小サイズで掲載されていた瀬戸内海とTSCテレビせとうちの番組欄を最終面ハーフサイズでの掲載に格上げした。
  - 現行もABCテレビ、サン、瀬戸内海、テレビせとうちの番組を収録しているのは、山陰地域においてANN、TXN加盟のフルネット局がないため、それを補完するために子会社の日本海ケーブルネットワークなどで区域外再放送が行われていることに配慮するためである[要出典]。

### 但馬版
- 最終面のメインテレビ面はNHK（大阪）Eテレ・総合、MBSテレビ、ABCテレビ、カンテレ、読売テレビ、サンテレビをフルサイズ、NHKBS1・BSプレミアムをハーフサイズ、WOWOWプライムを小サイズで掲載している。
- 中面のテレビ・ラジオ面ではCS放送と、民放系BS衛星放送（WOWOWライブ・シネマも含む）を小サイズで掲載。鳥取版では掲載されている放送大学、BS松竹東急などは但馬版では非掲載（放送大学BSラジオは鳥取版・但馬版共に掲載）。またラジオ番組はNHK第1・第2・FM、BSS、FM山陰、ABCラジオ、MBSラジオ、ラジオ大阪、ラジオ関西、ニッポン、FM大阪、FM802、Kiss FM、ラジオNIKKEIを収録している。なお、ABCラジオ･MBS･ラジオ大阪のワイドFMの周波数は非掲載。
- また過去にはテレビ大阪の番組欄が中面フルサイズで掲載されていたが、WOWOW再編を含めたBS番組表見直しによる掲載スペースの都合で2011年9月30日をもって掲載終了となった[注 3]。

### その他
- 欄外には、その掲載対象地域を示す頁説明がある。鳥取版は単に「＜テレビ＞」だけであるが、但馬版と、大阪日日（大阪本社）はそれぞれ「＜但馬テレビ＞」「＜大阪テレビ＞」となっている。

## 主張

### 境線存続問題
1997年（平成9年）10月7日付日本海新聞1面「鳥取発特報」に、佐伯健二記者の署名付きで「境線を廃止したらどうか」という主旨の記事が掲載された。記事の内容は、米子空港拡張による境線の一部地下化または線路移動工事に際して、「歴史的役割は終えている。『長い間ごくろうさま。ありがとう』とJRにお礼を言って廃止してもらっても、影響は小さいのではないか」として廃止を提案するものだった。記事に対し、翌10月8日に西日本旅客鉄道労働組合（JR連合系、以下西労組）は電話で記事の撤回を要請、これに日本海新聞社が応じなかったため、同月末より西労組は同紙の不買運動を展開した。
記事では廃止論の根拠として境線利用者数の減少を挙げており、その数字として境港駅の乗車人数が国鉄分割民営化時より27%と少ない（419人/日）とし、また1981年の境線の営業係数が698であることを挙げ「厳しい状況は変わってはいないのでは」と指摘した。一方、西労組側は境線全駅での乗降客数は1日平均8000人で民営化時より増加しているとし、営業係数も300台に回復していると指摘した。これに対し、日本海新聞は署名入りの記者のコラムであり、社の意見ではないとの見解を示している。また、記事を書いた佐伯記者は「10億円単位の赤字路線」であることには変わりないとしている。
この不買運動に対して、日本海新聞は「自由な言論を封殺することにほかならない」と反論した。なお、西労組はその後同年12月に「境線存続へ一定の成果があった」として、組織的な不買運動を終結させている。